# Christian Germann
Christian Germann (* 19. Mai 1949 in Neustadt an der Haardt; † 27. Juli 2023) war ein deutscher Diplomat, der zwischen 2007 und 2011 Botschafter in der Dominikanischen Republik sowie von 2011 bis 2014 in Burkina Faso war.

## Leben
Nach dem Abitur in Bonn 1968 und der Ableistung seines Wehrdienstes bei der Bundeswehr, in dessen Rahmen er zum Reserveoffizier der Marine, Crew X/68, ausgebildet wurde, studierte er von 1970 bis 1976 Rechtswissenschaften und legte anschließend sein Erstes Juristisches Staatsexamen ab. Im Anschluss befand er sich zwischen 1977 und 1979 im Juristischen Vorbereitungsdienst.
1979 trat er in den Diplomatischen Dienst ein und fand nach Beendigung der Attachéausbildung zunächst von 1981 bis 1984 Verwendung an der Botschaft im Iran und danach bis 1987 in Peru. Nach einer Tätigkeit in der Zentrale des Auswärtigen Amtes war er zwischen 1990 und 1993 Ständiger Vertreter des Botschafters in Costa Rica. Anschließend kehrte er in die Zentrale des Außenministeriums zurück und war dort Stellvertretender Referatsleiter, ehe er von 1996 bis 2000 als Ständiger Vertreter des Botschafters in den Philippinen fungierte.
Nach einer Tätigkeit als Leiter der Rechts- und Konsularabteilung der Botschaft in den Vereinigten Staaten von Amerika war er schließlich zwischen 2004 und Juli 2007 Referatsleiter für Staats- und Verwaltungsrecht (Referat 505) des Auswärtigen Amtes.
Seit August 2007 war Christian Germann als Nachfolger des in den Ruhestand getretenen Karl A. Köhler 2007 Botschafter der Bundesrepublik Deutschland in der Dominikanischen Republik. Seit August 2011 war er Botschafter in Burkina Faso als Nachfolger von Ulrich Hochschild, der in das Deutsche Generalkonsulat in Straßburg wechselte. 2014 trat er in den Ruhestand. Dietrich Pohl wurde sein Nachfolger in Ouagadougou.